# Henryk Szaro
Henryk Szaro (geboren 21. Oktober 1900 in Warschau als Henoch Szapiro; gestorben 8. oder 9. Juni 1942 im Warschauer Ghetto) war ein jüdisch-polnischer Filmregisseur.

## Leben
Henoch wurde 1900 in Warschau in einer jüdischen Familie geboren.
Er absolvierte das Gymnasium in Saratow und studierte Ingenieurwissenschaften in Petrograd.
Dort wurde er auch Schüler des Theaterregisseurs W. Meyerhold.
1923 ging er nach Berlin und spielte in einem Kabarett russischer Emigranten.
1924 siedelte er nach Warschau über. Er begann als Filmregisseur zu arbeiten. Zwischen 1925 und 1939 entstanden insgesamt 15 Spielfilme unter seiner Regie, darunter zwei jiddische Filme.
Er war Mitbegründer des Verbandes polnischer Filmproduzenten und einer der wichtigsten Filmschaffenden der Zwischenkriegszeit in Polen.
Er wurde Ehrenmitglied der französischen Union des Artistes Cinematographiques.
1939 ging er nach dem Einmarsch der deutschen Wehrmacht nach Vilnius.
Seit 1942 lebte er im Warschauer Ghetto. Dort kam er in der Nacht vom 8. auf den 9. Juni 1942 ums Leben. Adam Czerniakow berichtet in seinem Tagebuch am 9. Juni 1942 vom Tod Szaros in der vergangenen Nacht.